# Roodkruinbabbelaar
De roodkruinbabbelaar (Pomatostomus ruficeps) is een vogel uit de familie Pomatostomidae die bestaat uit een klein aantal endemische zangvogelsoorten uit Australië (en Nieuw-Guinea). De  roodkruinbabbelaar komt alleen voor in Australië.

## Kenmerken
De roodkruinbabbelaar lijkt op de Halls babbelaar, maar heeft een meer uitgesproken tekening in het verenkleed, zoals de kastanjebruine kruin en daaronder een donkere wenkbrauwstreep. Verder heeft de roodkruinbabbelaar een meer zwarte tekening op de borst en een dubbele, lichte vleugelstreep.

## Verspreiding en leefgebied
De vogel komt voor in vrij droge gebieden met bos en struiken van Eucalyptus en Acacia in het binnenland van Zuidoost-Australië.

## Status
De roodkruinbabbelaar heeft een groot verspreidingsgebied en daardoor alleen al is de kans op de status  kwetsbaar (voor uitsterven) uiterst gering. De grootte van de populatie is niet gekwantificeerd. De vogel is overigens redelijk algemeen en staat daarom als niet bedreigd op de Rode Lijst van de IUCN.